# Estádio Antônio Alonso
O Estádio Antônio Alonso, também conhecido por Antarctica Paulista, se localizava na Rua da Mooca, no bairro da Mooca, na cidade de São Paulo. É famoso por ter sido o segundo estádio do São Paulo Futebol Clube.
Foi construído em 1920 pela Companhia Antarctica Paulista, para ser usado pelo time de seus funcionários, o Antarctica Futebol Clube. Com a fusão do Antarctica com o Internacional, em 1934, surgiu o Clube Atlético Paulista, que herdou o campo.
O São Paulo, que havia perdido seu patrimônio após a absorção do antigo São Paulo da Floresta pelo Clube de Regatas Tietê em 1935, entre 1936 e 1938 jogava como mandante em campos de outros clubes. Em 1937, o Clube Atlético Paulista fundiu-se com o Clube Atlético Estudantes de São Paulo, formando o Clube Atlético Estudantes Paulista, novo usuário do campo. 
Foi herdado pelo Tricolor em 1938, em regime de direitos de uso (pois pertencia a Cia. Antárctica), graças à absorção do Clube Atlético Estudantes Paulista pelo São Paulo. E desde então, e até 1940 - com a inauguração do Estádio do Pacaembu - os jogos de seu mando eram lá realizados.
Vendido ao Clube Atlético Juventus em 1942, passou a fazer  parte de seu clube social, e suas dimensões são de 96 x 60 m atualmente.Este é apenas um boato. A informação é ilógica e não pode ser confirmada pois, em 1941, ou seja, um ano antes do citado nessa informação, o C.A. Juventus reinaugurou seu estádio, após ampla, reforma, tornando-o moderno para a época.
O resultado mais famoso do estádio ocorreu em 26 de março de 1939, quando o Tricolor Paulista goleou o Palestra Itália por 6x0, na maior goleada da história do clássico. Campanha do São Paulo no período de mando: 29 jogos: 22 vitórias, 2 empates, 5 derrotas; 85 gols marcados, 30 gols sofridos. 